# Hołowky (obwód żytomierski)
Hołowky (ukr. Головки) – wieś na Ukrainie, w obwodzie żytomierskim, w rejonie korosteńskim, w hromadzie Czopowyczi. W 2001 liczyła 400 mieszkańców.
Znajduje tu się przystanek kolejowy Hołowky, położony na linii Kijów – Korosteń – Kowel.